# تطبیق گاه‌شماری هجری خورشیدی با میلادی
۱۶ خرداد ۱۴۰۴
تطبیق گاه‌شماری هجری خورشیدی با میلادی از جهت میزان و نحوهٔ هماهنگی سال‌ها، ماه‌ها و روزها:

## تطبیق ماه‌های دو گاهشماری

### تطبیق ماه‌های هجری خورشیدی با میلادی
بر اساس جدول زیر، دامنه ماه‌های گاه‌شماری هجری خورشیدی با تاریخ روزهای میلادی تطبیق داده می‌شود.
(در بعضی از سال‌ها معمولاً تا یک روز تفاوت یا جابجایی با تطبیق نسبی وجود دارد)
| ترتیب | تعداد روزها | ماه خورشیدی | برابری با روزهای میلادی      | برابری با روزهای میلادی                   | فصل     |
| ترتیب | تعداد روزها | ماه خورشیدی | برابری نسبی سالانه           | برابری در ۱۴۰۴ خورشیدی                    | فصل     |
| ----- | ----------- | ----------- | ---------------------------- | ----------------------------------------- | ------- |
| ۱     | ۳۱          | فروردین     | ۲۱ مارس - ۲۰ آوریل           | ۲۱ مارس ۲۰۲۵ - ۲۰ آوریل ۲۰۲۵              | بهار    |
| ۲     | ۳۱          | اردیبهشت    | ۲۱ آوریل - ۲۱ مه             | ۲۱ آوریل ۲۰۲۵ - ۲۱ مه ۲۰۲۵                | بهار    |
| ۳     | ۳۱          | خرداد       | ۲۲ مه - ۲۱ ژوئن              | ۲۲ مه ۲۰۲۵ - ۲۱ ژوئن ۲۰۲۵                 | بهار    |
| ۴     | ۳۱          | تیر         | ۲۲ ژوئن - ۲۲ ژوئیه           | ۲۲ ژوئن ۲۰۲۵ - ۲۲ ژوئیه ۲۰۲۵              | تابستان |
| ۵     | ۳۱          | مرداد       | ۲۳ ژوئیه - ۲۲ اوت            | ۲۳ ژوئیه ۲۰۲۵ - ۲۲ اوت ۲۰۲۵               | تابستان |
| ۶     | ۳۱          | شهریور      | ۲۳ اوت - ۲۲ سپتامبر          | ۲۳ اوت ۲۰۲۵ - ۲۲ سپتامبر ۲۰۲۵             | تابستان |
| ۷     | ۳۰          | مهر         | ۲۳ سپتامبر - ۲۲ اکتبر        | ۲۳ سپتامبر ۲۰۲۵ - ۲۲ اکتبر ۲۰۲۵           | پاییز   |
| ۸     | ۳۰          | آبان        | ۲۳ اکتبر - ۲۱ نوامبر         | ۲۳ اکتبر ۲۰۲۵ - ۲۱ نوامبر ۲۰۲۵            | پاییز   |
| ۹     | ۳۰          | آذر         | ۲۲ نوامبر - ۲۱ دسامبر        | ۲۲ نوامبر ۲۰۲۵ - ۲۱ دسامبر ۲۰۲۵           | پاییز   |
| ۱۰    | ۳۰          | دی          | ۲۲ دسامبر - ۲۰ ژانویه        | ۲۲ دسامبر ۲۰۲۵ - ۲۰ ژانویه ۲۰۲۶           | زمستان  |
| ۱۱    | ۳۰          | بهمن        | ۲۱ ژانویه - ۱۹ فوریه         | ۲۱ ژانویه ۲۰۲۶ - ۱۹ فوریه ۲۰۲۶            | زمستان  |
| ۱۲    | ۲۹ (۳۰)     | اسفند       | ۲۰ فوریه - ۲۰ مارس (۲۰ مارس) | ۲۰ فوریه ۲۰۲۶ - ۲۰ مارس ۲۰۲۶ (بدون کبیسه) | زمستان  |

### تطبیق ماه‌های میلادی با هجری خورشیدی
بر اساس جدول زیر، دامنه ماه‌های میلادی با تاریخ روزهای گاه‌شماری هجری خورشیدی تطبیق داده می‌شود.
(در بعضی از سال‌ها معمولاً تا یک روز تفاوت یا جابجایی با تطبیق نسبی وجود دارد)
| ترتیب | تعداد روزها | ماه میلادی | برابری با روزهای خورشیدی     | برابری با روزهای خورشیدی                  | فصل*    |
| ترتیب | تعداد روزها | ماه میلادی | برابری نسبی سالانه           | برابری در ۲۰۲۵ میلادی                     | فصل*    |
| ----- | ----------- | ---------- | ---------------------------- | ----------------------------------------- | ------- |
| ۱     | ۳۱          | ژانویه     | ۱۱ دی - ۱۱ بهمن              | ‎۱۲ دی ۱۴۰۳ - ‎۱۲ بهمن ۱۴۰۳                 | زمستان  |
| ۲     | ۲۸ (۲۹)     | فوریه      | ۱۲ بهمن - ۹ اسفند (۱۰ اسفند) | ‎۱۳ بهمن ۱۴۰۳ - ‎۱۰ اسفند ۱۴۰۳ (بدون کبیسه) | زمستان  |
| ۳     | ۳۱          | مارس       | ۱۰ اسفند - ۱۱ فروردین        | ‎۱۱ اسفند ۱۴۰۳ - ‎۱۱ فروردین ۱۴۰۴           | زمستان  |
| ۴     | ۳۰          | آوریل      | ۱۲ فروردین - ۱۰ اردیبهشت     | ‎۱۲ فروردین ۱۴۰۴ - ‎۱۰ اردیبهشت ۱۴۰۴        | بهار    |
| ۵     | ۳۱          | مه         | ۱۱ اردیبهشت - ۱۰ خرداد       | ‎۱۱ اردیبهشت ۱۴۰۴ - ‎۱۰ خرداد ۱۴۰۴          | بهار    |
| ۶     | ۳۰          | ژوئن       | ۱۱ خرداد - ۹ تیر             | ‎۱۱ خرداد ۱۴۰۴ - ‎۹ تیر ۱۴۰۴                | بهار    |
| ۷     | ۳۱          | ژوئیه      | ۱۰ تیر - ۹ مرداد             | ‎۱۰ تیر ۱۴۰۴ - ‎۹ مرداد ۱۴۰۴                | تابستان |
| ۸     | ۳۱          | اوت        | ۱۰ مرداد - ۹ شهریور          | ‎۱۰ مرداد ۱۴۰۴ - ‎۹ شهریور ۱۴۰۴             | تابستان |
| ۹     | ۳۰          | سپتامبر    | ۱۰ شهریور - ۸ مهر            | ‎۱۰ شهریور ۱۴۰۴ - ‎۸ مهر ۱۴۰۴               | تابستان |
| ۱۰    | ۳۱          | اکتبر      | ۹ مهر - ۹ آبان               | ‎۹ مهر ۱۴۰۴ - ‎۹ آبان ۱۴۰۴                  | پاییز   |
| ۱۱    | ۳۰          | نوامبر     | ۱۰ آبان - ۹ آذر              | ‎۱۰ آبان ۱۴۰۴ - ‎۹ آذر ۱۴۰۴                 | پاییز   |
| ۱۲    | ۳۱          | دسامبر     | ۱۰ آذر - ۱۰ دی               | ‎۱۰ آذر ۱۴۰۴ - ‎۱۰ دی ۱۴۰۴                  | پاییز   |

‌* فصل‌ها با ماه‌های میلادی (با حدود ۹٫۵ روز تأخیر) مطابقت نسبی دارد.

## تطبیق روزهای گاهشماری هجری خورشیدی با میلادی
میزان تطبیق روزهای گاه‌شماری هجری خورشیدی و گاه‌شماری میلادی در طی یک قرن و تطبیق سالانه

### تطبیق روزهای خورشیدی با میلادی
میزان تطبیق روزهای گاه‌شماری هجری خورشیدی با گاه‌شماری میلادی طی یک قرن:
از آنجا که تقویم هجری خورشیدی (از جمله تقویم رسمی ایران و افغانستان) و تقویم میلادی هر دو گاه‌شماری خورشیدی هستند. صرف نظر از تفاضل سال‌ها و تفاوت سرآغاز ماه‌ها با هم، در روزها هماهنگی نسبی دارند و نوسان‌های محدود در این هماهنگی در نتیجه تمایز شیوه کبیسه‌گیری در دو گاهشماری است. میزان تطبیق روزهای دو گاهشماری در سده اخیر هجری خورشیدی از قرار زیر است (بر اساس الگوریتم هجری خورشیدی):
- ۱ فروردین= ۲۱ مارس (۸۱ بار) - ۲۲ مارس (۱۲ بار) - ۲۰ مارس (۷ بار) (این ترتیب تا «۸ اسفند» یکنواخت است)
- ۸ اسفند = ۲۷ فوریه (۸۱ بار) - ۲۸ فوریه (۱۲ بار) - ۲۶ فوریه (۷ بار)
- ۹ اسفند = ۲۸ فوریه (۸۱ بار) - ۲۹ فوریه (۱۰ بار) - ۲۷ فوریه (۷ بار) - ۱ مارس (۲ بار)
- ۱۰ اسفند = ۱ مارس (۷۶ بار) - ۲۹ فوریه (۱۵ بار) - ۲۸ فوریه (۷ بار) - ۲ مارس (۲ بار)
- ۱۱ اسفند = ۲ مارس (۷۶ بار) - ۱ مارس (۲۲ بار) - ۳ مارس (۲ بار) (این ترتیب تا «۲۹ اسفند» یکنواخت است)
- ۲۹ اسفند = ۲۰ مارس (۷۶ بار) - ۱۹ مارس (۲۲ بار) - ۲۱ مارس (۲ بار)
- ۳۰ اسفند = ۲۰ مارس (۱۵ بار) - ۲۱ مارس (۱۰ بار) (از حدود ۲۵ کبیسه قرن)

نوروز هجری خورشیدی در ۸۱درصد با ۲۱ مارس میلادی و ۱۲درصد با روز میلادی بعد و ۷درصد با روز میلادی قبل آن مطابق است. نسبت طولی این تطبیق تا ۹ اسفند یکسان است. پس از آن بعلت گسست کبیسه میلادی بیشترین تطبیق یکروز هجری خورشیدی با یکروز میلادی ۷۶درصد، ۲۲درصد با روز قبل و ۲درصد با روز میلادی بعد آن است. روز کبیسه اسفند ۶۰درصد با بیست مارس و ۴۰درصد با روز میلادی پس از آن مطابق است. در سال‌های متفاوت یک قرن هر روز هجری خورشیدی با سه روز متفاوت میلادی و استثنائاً روزهای نه و ده اسفند با چهار روز متفاوت میلادی و کبیسه اسفندماه با دو روز متفاوت میلادی هماهنگ می‌شوند.

#### تطبیق روزهای خورشیدی (سال جاری) با میلادی
تطبیق روزهای ویژه سال جاری ۱۴۰۴ خورشیدی با سال ۲۰۲۶ / ۲۰۲۵ میلادی با هم:
- ۱ فروردین ۱۴۰۴      برابر است با: ۲۱ مارس ۲۰۲۵
- ۸ اسفند ۱۴۰۴        برابر است با: ۲۷ فوریه ۲۰۲۶
- ۹ اسفند ۱۴۰۴        برابر است با: ۲۸ فوریه ۲۰۲۶
- ۱۰ اسفند ۱۴۰۴      برابر است با: ۱ مارس ۲۰۲۶
- ۱۱ اسفند ۱۴۰۴      برابر است با: ۲ مارس ۲۰۲۶
- ۲۹ اسفند ۱۴۰۴      برابر است با: ۲۰ مارس ۲۰۲۶

(بدون کبیسه)

### تطبیق روزهای میلادی با خورشیدی
میزان تطبیق روزهای گاهشماری میلادی با گاهشماری هجری خورشیدی طی یک قرن:
- ۱ ژانویه = ۱۱ دی (۸۱بار) - ۱۰ دی (۱۲بار) - ۱۲ دی (۷بار) (این ترتیب تا «۲۸ فوریه» یکنواخت است)
- ۲۸ فوریه = ۹ اسفند (۸۱بار) - ۸ اسفند (۱۲بار) - ۱۰ اسفند (۷بار)
- ۲۹ فوریه = ۱۰ اسفند (۱۵بار) - ۹ اسفند (۱۰بار) (از حدود ۲۵ کبیسه قرن)
- ۱ مارس = ۱۰ اسفند (۷۶بار) - ۱۱ اسفند (۲۲بار) - ۹ اسفند (۲بار) (این ترتیب تا «۱۹ مارس» یکنواخت است)
- ۱۹ مارس = ۲۸ اسفند (۷۶بار) - ۲۹ اسفند (۲۲بار) - ۲۷ اسفند (۲بار)
- ۲۰ مارس = ۲۹ اسفند (۷۶بار) - ۳۰ اسفند (۱۵بار) - ۱ فروردین (۷بار) - ۲۸ اسفند (۲بار)
- ۲۱ مارس = ۱ فروردین (۸۱بار) - ۳۰ اسفند (۱۰بار) - ۲ فروردین (۷بار) - ۲۹ اسفند (۲بار)
- ۲۲ مارس = ۲ فروردین (۸۱بار) - ۱ فروردین (۱۲بار) - ۳ فروردین (۷بار) (این ترتیب تا پایان سال میلادی «۳۱ دسامبر» یکنواخت است)
- ۳۱ دسامبر = ۱۰ دی (۸۱بار) - ۹ دی (۱۲بار) - ۱۱ دی (۷بار)

#### تطبیق روزهای میلادی (سال جاری) با خورشیدی
تطبیق روزهای ویژه سال جاری ۲۰۲۵ میلادی با سال ۱۴۰۴ / ۱۴۰۳ هجری خورشیدی با هم:
- ۱ ژانویه ۲۰۲۵        برابر است با: ‎۱۲ دی ۱۴۰۳
- ۲۸ فوریه ۲۰۲۵      برابر است با: ‎۱۰ اسفند ۱۴۰۳  (بدون کبیسه)
- ۱ مارس ۲۰۲۵       برابر است با: ‎۱۱ اسفند ۱۴۰۳
- ۱۹ مارس ۲۰۲۵     برابر است با: ‎۲۹ اسفند ۱۴۰۳
- ۲۰ مارس ۲۰۲۵     برابر است با: ‎۳۰ اسفند ۱۴۰۳
- ۲۱ مارس ۲۰۲۵     برابر است با: ‎۱ فروردین ۱۴۰۴
- ۲۲ مارس ۲۰۲۵     برابر است با: ‎۲ فروردین ۱۴۰۴
- ۳۱ دسامبر ۲۰۲۵   برابر است با: ‎۱۰ دی ۱۴۰۴

### هماهنگی نسبی سالانه روزهای خورشیدی با میلادی
جدول هماهنگی غالب و نسبی سالانه روزهای خورشیدی با میلادی:
| فرو | Mar | ارد | Apr | خرد | May | تیر | Jun | مرد | Jul | شه‍ | Aug | مهر                                                                           | Sep                                                                           | آبان                                                                          | Oct                                                                           | آذر                                                                           | Nov                                                                           | دی                                                                            | Dec                                                                           | بهم‍                                                                           | Jan                                                                           | اس‍                                                                            | Feb                                                                           |
| --- | --- | --- | --- | --- | --- | --- | --- | --- | --- | -- | --- | ----------------------------------------------------------------------------- | ----------------------------------------------------------------------------- | ----------------------------------------------------------------------------- | ----------------------------------------------------------------------------- | ----------------------------------------------------------------------------- | ----------------------------------------------------------------------------- | ----------------------------------------------------------------------------- | ----------------------------------------------------------------------------- | ----------------------------------------------------------------------------- | ----------------------------------------------------------------------------- | ----------------------------------------------------------------------------- | ----------------------------------------------------------------------------- |
| ۱   | ۲۱  | ۱   | ۲۱  | ۱   | ۲۲  | ۱   | ۲۲  | ۱   | ۲۳  | ۱  | ۲۳  | ۱                                                                             | ۲۳                                                                            | ۱                                                                             | ۲۳                                                                            | ۱                                                                             | ۲۲                                                                            | ۱                                                                             | ۲۲                                                                            | ۱                                                                             | ۲۱                                                                            | ۱                                                                             | ۲۰                                                                            |
| ۲   | ۲۲  | ۲   | ۲۲  | ۲   | ۲۳  | ۲   | ۲۳  | ۲   | ۲۴  | ۲  | ۲۴  | ۲                                                                             | ۲۴                                                                            | ۲                                                                             | ۲۴                                                                            | ۲                                                                             | ۲۳                                                                            | ۲                                                                             | ۲۳                                                                            | ۲                                                                             | ۲۲                                                                            | ۲                                                                             | ۲۱                                                                            |
| ۳   | ۲۳  | ۳   | ۲۳  | ۳   | ۲۴  | ۳   | ۲۴  | ۳   | ۲۵  | ۳  | ۲۵  | ۳                                                                             | ۲۵                                                                            | ۳                                                                             | ۲۵                                                                            | ۳                                                                             | ۲۴                                                                            | ۳                                                                             | ۲۴                                                                            | ۳                                                                             | ۲۳                                                                            | ۳                                                                             | ۲۲                                                                            |
| ۴   | ۲۴  | ۴   | ۲۴  | ۴   | ۲۵  | ۴   | ۲۵  | ۴   | ۲۶  | ۴  | ۲۶  | ۴                                                                             | ۲۶                                                                            | ۴                                                                             | ۲۶                                                                            | ۴                                                                             | ۲۵                                                                            | ۴                                                                             | ۲۵                                                                            | ۴                                                                             | ۲۴                                                                            | ۴                                                                             | ۲۳                                                                            |
| ۵   | ۲۵  | ۵   | ۲۵  | ۵   | ۲۶  | ۵   | ۲۶  | ۵   | ۲۷  | ۵  | ۲۷  | ۵                                                                             | ۲۷                                                                            | ۵                                                                             | ۲۷                                                                            | ۵                                                                             | ۲۶                                                                            | ۵                                                                             | ۲۶                                                                            | ۵                                                                             | ۲۵                                                                            | ۵                                                                             | ۲۴                                                                            |
| ۶   | ۲۶  | ۶   | ۲۶  | ۶   | ۲۷  | ۶   | ۲۷  | ۶   | ۲۸  | ۶  | ۲۸  | ۶                                                                             | ۲۸                                                                            | ۶                                                                             | ۲۸                                                                            | ۶                                                                             | ۲۷                                                                            | ۶                                                                             | ۲۷                                                                            | ۶                                                                             | ۲۶                                                                            | ۶                                                                             | ۲۵                                                                            |
| ۷   | ۲۷  | ۷   | ۲۷  | ۷   | ۲۸  | ۷   | ۲۸  | ۷   | ۲۹  | ۷  | ۲۹  | ۷                                                                             | ۲۹                                                                            | ۷                                                                             | ۲۹                                                                            | ۷                                                                             | ۲۸                                                                            | ۷                                                                             | ۲۸                                                                            | ۷                                                                             | ۲۷                                                                            | ۷                                                                             | ۲۶                                                                            |
| ۸   | ۲۸  | ۸   | ۲۸  | ۸   | ۲۹  | ۸   | ۲۹  | ۸   | ۳۰  | ۸  | ۳۰  | ۸                                                                             | ۳۰                                                                            | ۸                                                                             | ۳۰                                                                            | ۸                                                                             | ۲۹                                                                            | ۸                                                                             | ۲۹                                                                            | ۸                                                                             | ۲۸                                                                            | ۸                                                                             | ۲۷                                                                            |
| ۹   | ۲۹  | ۹   | ۲۹  | ۹   | ۳۰  | ۹   | ۳۰  | ۹   | ۳۱  | ۹  | ۳۱  | ۹                                                                             | ۱                                                                             | ۹                                                                             | ۳۱                                                                            | ۹                                                                             | ۳۰                                                                            | ۹                                                                             | ۳۰                                                                            | ۹                                                                             | ۲۹                                                                            | ۹                                                                             | ۲۸                                                                            |
| ۱۰  | ۳۰  | ۱۰  | ۳۰  | ۱۰  | ۳۱  | ۱۰  | ۱   | ۱۰  | ۱   | ۱۰ | ۱   | ۱۰                                                                            | ۲                                                                             | ۱۰                                                                            | ۱                                                                             | ۱۰                                                                            | ۱                                                                             | ۱۰                                                                            | ۳۱                                                                            | ۱۰                                                                            | ۳۰                                                                            | ۱۰                                                                            | ۱                                                                             |
| ۱۱  | ۳۱  | ۱۱  | ۱   | ۱۱  | ۱   | ۱۱  | ۲   | ۱۱  | ۲   | ۱۱ | ۲   | ۱۱                                                                            | ۳                                                                             | ۱۱                                                                            | ۲                                                                             | ۱۱                                                                            | ۲                                                                             | ۱۱                                                                            | ۱                                                                             | ۱۱                                                                            | ۳۱                                                                            | ۱۱                                                                            | ۲                                                                             |
| ۱۲  | ۱   | ۱۲  | ۲   | ۱۲  | ۲   | ۱۲  | ۳   | ۱۲  | ۳   | ۱۲ | ۳   | ۱۲                                                                            | ۴                                                                             | ۱۲                                                                            | ۳                                                                             | ۱۲                                                                            | ۳                                                                             | ۱۲                                                                            | ۲                                                                             | ۱۲                                                                            | ۱                                                                             | ۱۲                                                                            | ۳                                                                             |
| ۱۳  | ۲   | ۱۳  | ۳   | ۱۳  | ۳   | ۱۳  | ۴   | ۱۳  | ۴   | ۱۳ | ۴   | ۱۳                                                                            | ۵                                                                             | ۱۳                                                                            | ۴                                                                             | ۱۳                                                                            | ۴                                                                             | ۱۳                                                                            | ۳                                                                             | ۱۳                                                                            | ۲                                                                             | ۱۳                                                                            | ۴                                                                             |
| ۱۴  | ۳   | ۱۴  | ۴   | ۱۴  | ۴   | ۱۴  | ۵   | ۱۴  | ۵   | ۱۴ | ۵   | ۱۴                                                                            | ۶                                                                             | ۱۴                                                                            | ۵                                                                             | ۱۴                                                                            | ۵                                                                             | ۱۴                                                                            | ۴                                                                             | ۱۴                                                                            | ۳                                                                             | ۱۴                                                                            | ۵                                                                             |
| ۱۵  | ۴   | ۱۵  | ۵   | ۱۵  | ۵   | ۱۵  | ۶   | ۱۵  | ۶   | ۱۵ | ۶   | ۱۵                                                                            | ۷                                                                             | ۱۵                                                                            | ۶                                                                             | ۱۵                                                                            | ۶                                                                             | ۱۵                                                                            | ۵                                                                             | ۱۵                                                                            | ۴                                                                             | ۱۵                                                                            | ۶                                                                             |
| ۱۶  | ۵   | ۱۶  | ۶   | ۱۶  | ۶   | ۱۶  | ۷   | ۱۶  | ۷   | ۱۶ | ۷   | ۱۶                                                                            | ۸                                                                             | ۱۶                                                                            | ۷                                                                             | ۱۶                                                                            | ۷                                                                             | ۱۶                                                                            | ۶                                                                             | ۱۶                                                                            | ۵                                                                             | ۱۶                                                                            | ۷                                                                             |
| ۱۷  | ۶   | ۱۷  | ۷   | ۱۷  | ۷   | ۱۷  | ۸   | ۱۷  | ۸   | ۱۷ | ۸   | ۱۷                                                                            | ۹                                                                             | ۱۷                                                                            | ۸                                                                             | ۱۷                                                                            | ۸                                                                             | ۱۷                                                                            | ۷                                                                             | ۱۷                                                                            | ۶                                                                             | ۱۷                                                                            | ۸                                                                             |
| ۱۸  | ۷   | ۱۸  | ۸   | ۱۸  | ۸   | ۱۸  | ۹   | ۱۸  | ۹   | ۱۸ | ۹   | ۱۸                                                                            | ۱۰                                                                            | ۱۸                                                                            | ۹                                                                             | ۱۸                                                                            | ۹                                                                             | ۱۸                                                                            | ۸                                                                             | ۱۸                                                                            | ۷                                                                             | ۱۸                                                                            | ۹                                                                             |
| ۱۹  | ۸   | ۱۹  | ۹   | ۱۹  | ۹   | ۱۹  | ۱۰  | ۱۹  | ۱۰  | ۱۹ | ۱۰  | ۱۹                                                                            | ۱۱                                                                            | ۱۹                                                                            | ۱۰                                                                            | ۱۹                                                                            | ۱۰                                                                            | ۱۹                                                                            | ۹                                                                             | ۱۹                                                                            | ۸                                                                             | ۱۹                                                                            | ۱۰                                                                            |
| ۲۰  | ۹   | ۲۰  | ۱۰  | ۲۰  | ۱۰  | ۲۰  | ۱۱  | ۲۰  | ۱۱  | ۲۰ | ۱۱  | ۲۰                                                                            | ۱۲                                                                            | ۲۰                                                                            | ۱۱                                                                            | ۲۰                                                                            | ۱۱                                                                            | ۲۰                                                                            | ۱۰                                                                            | ۲۰                                                                            | ۹                                                                             | ۲۰                                                                            | ۱۱                                                                            |
| ۲۱  | ۱۰  | ۲۱  | ۱۱  | ۲۱  | ۱۱  | ۲۱  | ۱۲  | ۲۱  | ۱۲  | ۲۱ | ۱۲  | ۲۱                                                                            | ۱۳                                                                            | ۲۱                                                                            | ۱۲                                                                            | ۲۱                                                                            | ۱۲                                                                            | ۲۱                                                                            | ۱۱                                                                            | ۲۱                                                                            | ۱۰                                                                            | ۲۱                                                                            | ۱۲                                                                            |
| ۲۲  | ۱۱  | ۲۲  | ۱۲  | ۲۲  | ۱۲  | ۲۲  | ۱۳  | ۲۲  | ۱۳  | ۲۲ | ۱۳  | ۲۲                                                                            | ۱۴                                                                            | ۲۲                                                                            | ۱۳                                                                            | ۲۲                                                                            | ۱۳                                                                            | ۲۲                                                                            | ۱۲                                                                            | ۲۲                                                                            | ۱۱                                                                            | ۲۲                                                                            | ۱۳                                                                            |
| ۲۳  | ۱۲  | ۲۳  | ۱۳  | ۲۳  | ۱۳  | ۲۳  | ۱۴  | ۲۳  | ۱۴  | ۲۳ | ۱۴  | ۲۳                                                                            | ۱۵                                                                            | ۲۳                                                                            | ۱۴                                                                            | ۲۳                                                                            | ۱۴                                                                            | ۲۳                                                                            | ۱۳                                                                            | ۲۳                                                                            | ۱۲                                                                            | ۲۳                                                                            | ۱۴                                                                            |
| ۲۴  | ۱۳  | ۲۴  | ۱۴  | ۲۴  | ۱۴  | ۲۴  | ۱۵  | ۲۴  | ۱۵  | ۲۴ | ۱۵  | ۲۴                                                                            | ۱۶                                                                            | ۲۴                                                                            | ۱۵                                                                            | ۲۴                                                                            | ۱۵                                                                            | ۲۴                                                                            | ۱۴                                                                            | ۲۴                                                                            | ۱۳                                                                            | ۲۴                                                                            | ۱۵                                                                            |
| ۲۵  | ۱۴  | ۲۵  | ۱۵  | ۲۵  | ۱۵  | ۲۵  | ۱۶  | ۲۵  | ۱۶  | ۲۵ | ۱۶  | ۲۵                                                                            | ۱۷                                                                            | ۲۵                                                                            | ۱۶                                                                            | ۲۵                                                                            | ۱۶                                                                            | ۲۵                                                                            | ۱۵                                                                            | ۲۵                                                                            | ۱۴                                                                            | ۲۵                                                                            | ۱۶                                                                            |
| ۲۶  | ۱۵  | ۲۶  | ۱۶  | ۲۶  | ۱۶  | ۲۶  | ۱۷  | ۲۶  | ۱۷  | ۲۶ | ۱۷  | ۲۶                                                                            | ۱۸                                                                            | ۲۶                                                                            | ۱۷                                                                            | ۲۶                                                                            | ۱۷                                                                            | ۲۶                                                                            | ۱۶                                                                            | ۲۶                                                                            | ۱۵                                                                            | ۲۶                                                                            | ۱۷                                                                            |
| ۲۷  | ۱۶  | ۲۷  | ۱۷  | ۲۷  | ۱۷  | ۲۷  | ۱۸  | ۲۷  | ۱۸  | ۲۷ | ۱۸  | ۲۷                                                                            | ۱۹                                                                            | ۲۷                                                                            | ۱۸                                                                            | ۲۷                                                                            | ۱۸                                                                            | ۲۷                                                                            | ۱۷                                                                            | ۲۷                                                                            | ۱۶                                                                            | ۲۷                                                                            | ۱۸                                                                            |
| ۲۸  | ۱۷  | ۲۸  | ۱۸  | ۲۸  | ۱۸  | ۲۸  | ۱۹  | ۲۸  | ۱۹  | ۲۸ | ۱۹  | ۲۸                                                                            | ۲۰                                                                            | ۲۸                                                                            | ۱۹                                                                            | ۲۸                                                                            | ۱۹                                                                            | ۲۸                                                                            | ۱۸                                                                            | ۲۸                                                                            | ۱۷                                                                            | ۲۸                                                                            | ۱۹                                                                            |
| ۲۹  | ۱۸  | ۲۹  | ۱۹  | ۲۹  | ۱۹  | ۲۹  | ۲۰  | ۲۹  | ۲۰  | ۲۹ | ۲۰  | ۲۹                                                                            | ۲۱                                                                            | ۲۹                                                                            | ۲۰                                                                            | ۲۹                                                                            | ۲۰                                                                            | ۲۹                                                                            | ۱۹                                                                            | ۲۹                                                                            | ۱۸                                                                            | ۲۹                                                                            | ۲۰                                                                            |
| ۳۰  | ۱۹  | ۳۰  | ۲۰  | ۳۰  | ۲۰  | ۳۰  | ۲۱  | ۳۰  | ۲۱  | ۳۰ | ۲۱  | ۳۰                                                                            | ۲۲                                                                            | ۳۰                                                                            | ۲۱                                                                            | ۳۰                                                                            | ۲۱                                                                            | ۳۰                                                                            | ۲۰                                                                            | ۳۰                                                                            | ۱۹                                                                            | (۳۰)                                                                          |                                                                               |
| ۳۱  | ۲۰  | ۳۱  | ۲۱  | ۳۱  | ۲۱  | ۳۱  | ۲۲  | ۳۱  | ۲۲  | ۳۱ | ۲۲  | معمولاً کبیسه‌های ۳۰ اسفند با ۲۰ مارس و ۲۹ فوریه با ۱۰ اسفند تطبیق داده می‌شوند. | معمولاً کبیسه‌های ۳۰ اسفند با ۲۰ مارس و ۲۹ فوریه با ۱۰ اسفند تطبیق داده می‌شوند. | معمولاً کبیسه‌های ۳۰ اسفند با ۲۰ مارس و ۲۹ فوریه با ۱۰ اسفند تطبیق داده می‌شوند. | معمولاً کبیسه‌های ۳۰ اسفند با ۲۰ مارس و ۲۹ فوریه با ۱۰ اسفند تطبیق داده می‌شوند. | معمولاً کبیسه‌های ۳۰ اسفند با ۲۰ مارس و ۲۹ فوریه با ۱۰ اسفند تطبیق داده می‌شوند. | معمولاً کبیسه‌های ۳۰ اسفند با ۲۰ مارس و ۲۹ فوریه با ۱۰ اسفند تطبیق داده می‌شوند. | معمولاً کبیسه‌های ۳۰ اسفند با ۲۰ مارس و ۲۹ فوریه با ۱۰ اسفند تطبیق داده می‌شوند. | معمولاً کبیسه‌های ۳۰ اسفند با ۲۰ مارس و ۲۹ فوریه با ۱۰ اسفند تطبیق داده می‌شوند. | معمولاً کبیسه‌های ۳۰ اسفند با ۲۰ مارس و ۲۹ فوریه با ۱۰ اسفند تطبیق داده می‌شوند. | معمولاً کبیسه‌های ۳۰ اسفند با ۲۰ مارس و ۲۹ فوریه با ۱۰ اسفند تطبیق داده می‌شوند. | معمولاً کبیسه‌های ۳۰ اسفند با ۲۰ مارس و ۲۹ فوریه با ۱۰ اسفند تطبیق داده می‌شوند. | معمولاً کبیسه‌های ۳۰ اسفند با ۲۰ مارس و ۲۹ فوریه با ۱۰ اسفند تطبیق داده می‌شوند. |